# كيث بويكن
كيث بويكن (بالإنجليزية: Keith Boykin)‏ (28 أغسطس 1965)؛ روائي أمريكي.

## روابط خارجية
- كيث بويكن على موقع IMDb (الإنجليزية)